# Marrakesch
Marrakesch oder Marrakech (marokkanisches Tamazight ⵎⵕⵕⴰⴽⵛ Meṛṛakec, deutsch ‚Land Gottes‘; arabisch مراكش, DMG Murrākuš, auch Marrākuš; im lokalen Dialekt: Mərrākəš – Betonung jeweils auf der zweiten Silbe), bekannt als „Rote Stadt“, „Ockerstadt“ oder „Perle des Südens“, ist eine Stadt im Zentrum Marokkos, Hauptstadt der gleichnamigen Präfektur und mit über einer Million Einwohnern die viertgrößte Stadt des Landes. Marrakesch ist neben Fès, Meknès und Rabat eine der vier Königsstädte Marokkos.

## Etymologie
Marrakesch ist ein Wort aus der Sprache der Berber und bedeutet womöglich „Das Land Gottes“. Eine weitere Erklärung in Tamazight lautet „Durchzugsland“ (mar-our-kouch, französisch terre de parcours). Marokko als Bezeichnung für das ganze Land ging aus dem Stadtnamen Marrakesch hervor.

## Lage
Marrakesch liegt in einer Ebene nördlich des Hohen Atlas auf einer Höhe von etwa 450 m ü. d. M. und zählt neben Meknès, Fès und Rabat zu den vier Königsstädten Marokkos. Drei Flüsse umrahmen die Stadt. Im Norden fließt der Tensift, in den westlich der Stadt der Oued Rheraya mündet. Im Osten von Marrakesch fließt der Oued Issyl, der ebenfalls ein Nebenfluss des Tensift ist. 
In der Nähe von Marrakesch verläuft auch eine Bruch- und Überschiebungszone der Eurasischen mit der Afrikanischen Platte, was das Erdbeben in Marokko 2023 auslöste. Dieses war das stärkste Erdbeben in der Region seit über 100 Jahren; das Epizentrum befand sich 74 Kilometer südwestlich der Stadt Marrakesch.

## Klima
Marrakesch weist ein heißes, halbtrockenes Klima (Köppen: BSh) mit sehr heißen Sommern und milden Wintern auf. Die monatlichen Durchschnittswerte der Höchsttemperaturen zeigen einen deutlichen Anstieg vom Frühjahr bis zum Hochsommer, wobei die Monate Juni bis August die heißesten sind. In dieser Zeit steigen die durchschnittlichen Tageshöchsttemperaturen regelmäßig auf über 36 °C, mit Extremwerten, die vereinzelt 47 °C oder mehr erreichen können.
Die Wintermonate von Dezember bis Februar sind vergleichsweise mild, mit durchschnittlichen Höchstwerten zwischen 18 °C und 20 °C. Im Übergangsbereich zwischen Frühling und Sommer kommt es zu einem starken Temperaturanstieg, insbesondere im Mai und Juni. Die jahreszeitliche Schwankung der Höchsttemperaturen ist deutlich ausgeprägt und unterstreicht den kontinentalen Charakter des Klimas in Marrakesch, das durch seine Lage im südlichen Binnenland Marokkos beeinflusst wird.

## Geschichte

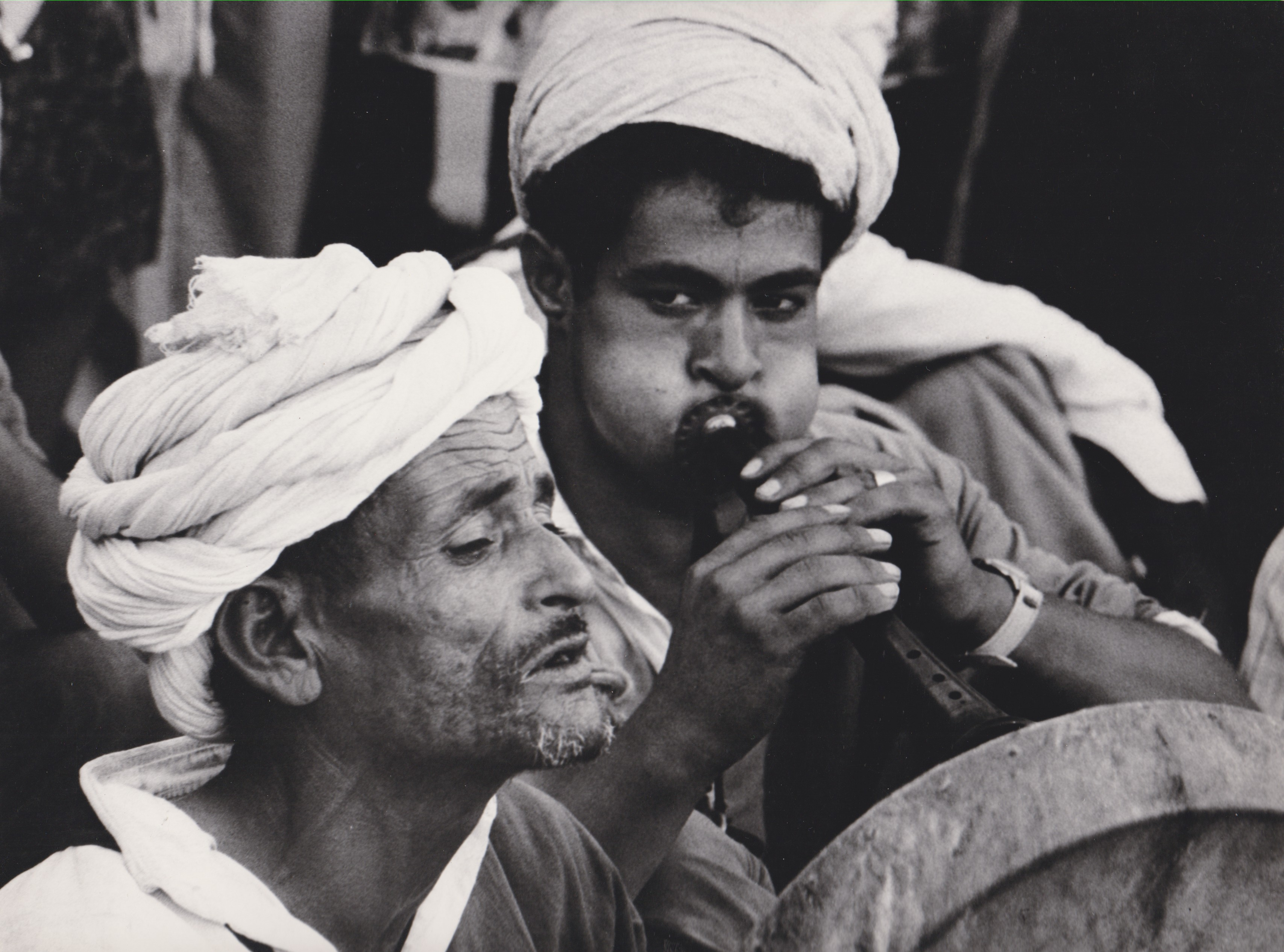
Markt von Marrakesch (1963)

Marrakesch wurde am 7. Mai 1070 durch Abu Bakr ibn Umar gegründet, um der neuen Bewegung der Almoraviden ein Zentrum zu geben. (Die Gründung 1062 durch Yusuf ibn Taschfin wird mittlerweile einer Legendenbildung zugeschrieben.) Abu Bakrs Nachfolger Yusuf ibn Taschfin (1009–1106) eroberte das heutige Nordmarokko und Andalusien und ließ Marrakesch zur Hauptstadt seines Reiches ausbauen. Unter seinem Sohn Ali ibn Yusuf wurde die Stadt erheblich erweitert und die bis heute erhaltene Stadtmauer errichtet. Die Almohaden, eine religiöse Bewegung, die sich unter der Führung Ibn Tūmarts gegen die Almoraviden gebildet hatte, eroberten unter dessen Nachfolger Abd al-Mu'min im 12. Jahrhundert Nordmarokko und schließlich im Jahre 1147 Marrakesch. Sie zerstörten religiöse wie Profanbauten als Symbole der Almoraviden. Unter der Regentschaft der Almohaden wurde die berühmte Koutoubia-Moschee errichtet.
Nach bürgerkriegsartigen Auseinandersetzungen um die Macht in Marokko nahmen 1269 die Meriniden Marrakesch ein. Der Sieger Abu Yusuf Yaqub gab schließlich Marrakesch als Hauptstadt zugunsten von Fès auf. Unter den Saadiern wurde Marrakesch von 1554 an vorübergehend erneut marokkanische Hauptstadt. Unter der nachfolgenden Dynastie der Alawiden, der auch das heutige Herrscherhaus entstammt, wurde wiederum Fès als Regierungssitz ausgewählt.
Im Jahre 1994 wurde in Marrakesch die Uruguay-Runde beendet und das Marrakesch-Abkommen verabschiedet, womit die Welthandelsorganisation gegründet wurde.
Bei einem Terroranschlag am 28. April 2011 auf ein Café am belebten Marktplatz Djemaa el Fna starben 17 Menschen, darunter viele Touristen.
Der Vertrag von Marrakesch über die Erleichterung des Zugangs zu veröffentlichten Werken für blinde, sehbehinderte oder sonst lesebehinderte Menschen wurde im Jahr 2013 unterzeichnet.

## Bevölkerung
Seit 1950 hat sich die Bevölkerung durch natürliches Wachstum und Landflucht von 209.000 auf 963.000 im Jahr 2017 mehr als vervierfacht.
| Jahr      | 1950    | 1960    | 1970    | 1980    | 1990    | 2000    | 2010    | 2017    |
| --------- | ------- | ------- | ------- | ------- | ------- | ------- | ------- | ------- |
| Einwohner | 209.000 | 243.000 | 323.000 | 416.000 | 568.000 | 751.000 | 880.000 | 963.000 |

## Sehenswürdigkeiten
Aufgrund der Vielzahl architektonisch bedeutender Gebäude, unter anderem der Koutoubia-Moschee aus dem Jahre 1158, der Kasbah aus dem 12. Jahrhundert und der Medersa Ben Youssef aus dem 14. Jahrhundert, wurde die Medina (Altstadt) 1985 zusammen mit den Agdal-Gärten und dem Menara-Garten zum UNESCO-Weltkulturerbe erklärt.
Hauptattraktion der Stadt ist die Djemaa el Fna (arabisch etwa ‚Versammlung der Toten‘), der mittelalterliche Markt- und Henkersplatz, heute ein lebendiger Ort orientalischer Geschichtenerzähler, Schlangenbeschwörer, Affenhalter und Gaukler. In der Neustadt befindet sich der Jardin Majorelle, der durch seine Pflanzenvielfalt und eigentümliche Architektur besticht.
Die berühmten Suqs (oder: Souks, Marktgassen), in denen Händler ihre Ware verkaufen, gelten als beliebte Touristenattraktionen. Hier können landestypische Souvenirs wie Gewürze, bunte Tücher, Metall- und Lederwaren erworben werden. Manche werden noch vor Ort gefertigt.
Im Jahr 2016 eröffnete der österreichische Universalkünstler André Heller am Rande der Stadt seinen botanischen Skulpturengarten ANIMA mit Werken von u. a. Keith Haring und Auguste Rodin.

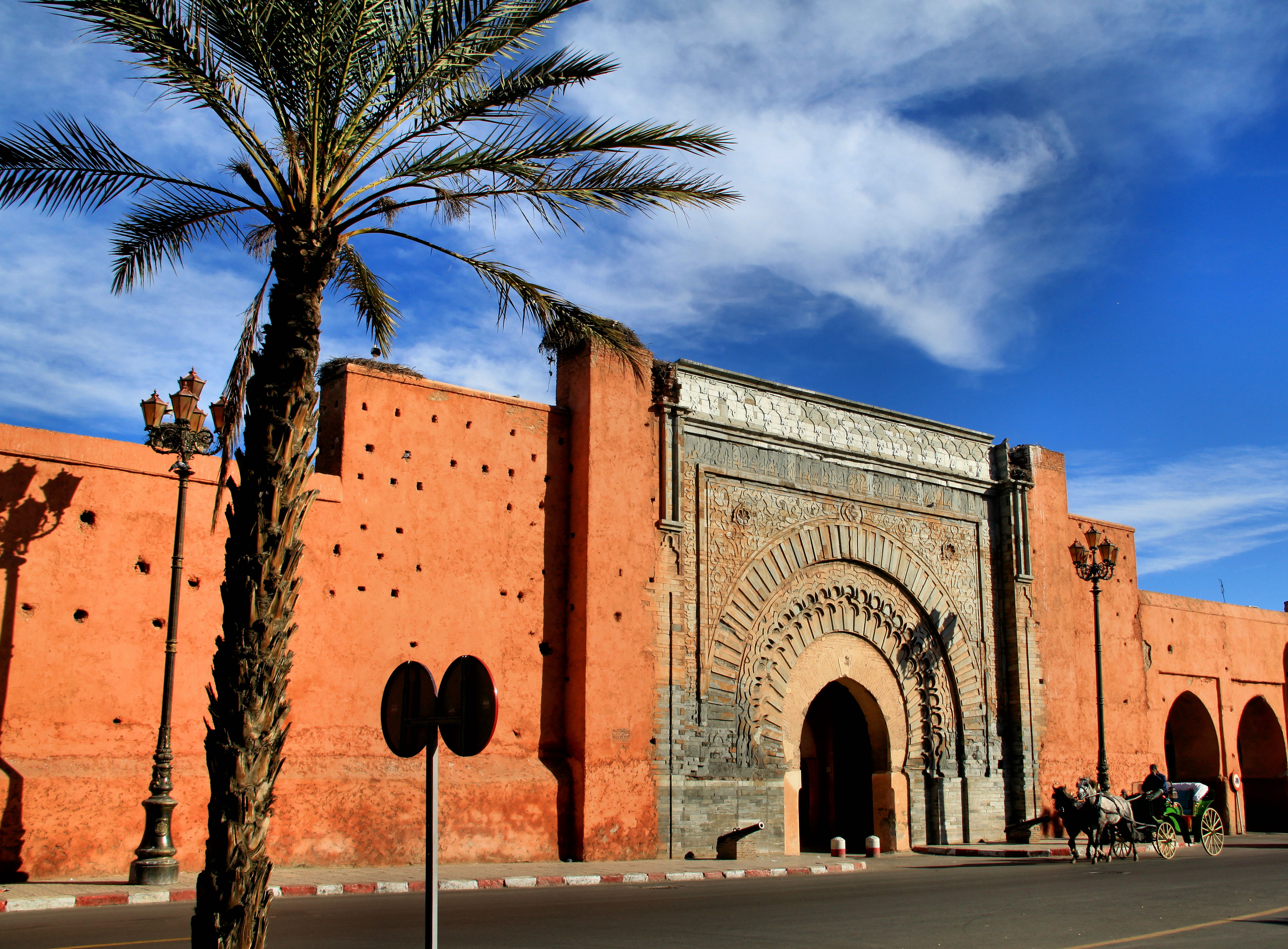
Der Bab Agnaou, eines der 19 Stadttore, erbaut um 1190
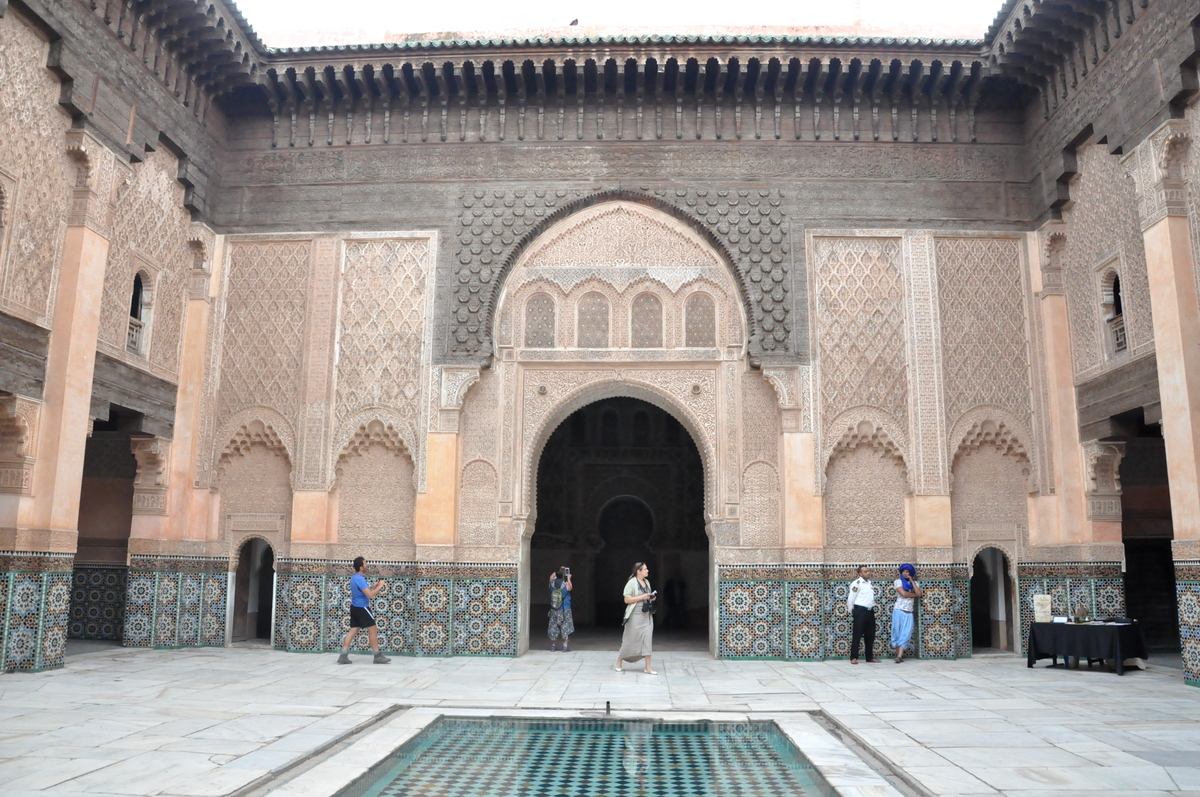
Ein Patio in der Medersa Ben Youssef, erbaut um 1570; zeitweise die bedeutendste Madrasa des Maghrebs
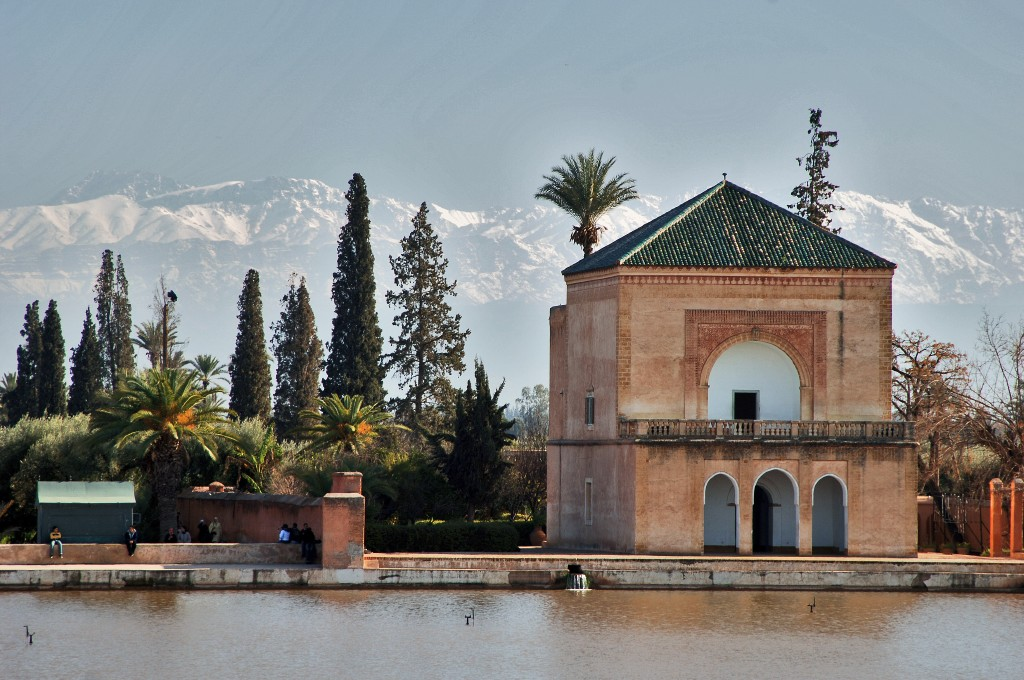
Pavillon im Menara-Garten, angelegt zwischen 1156 und 1157
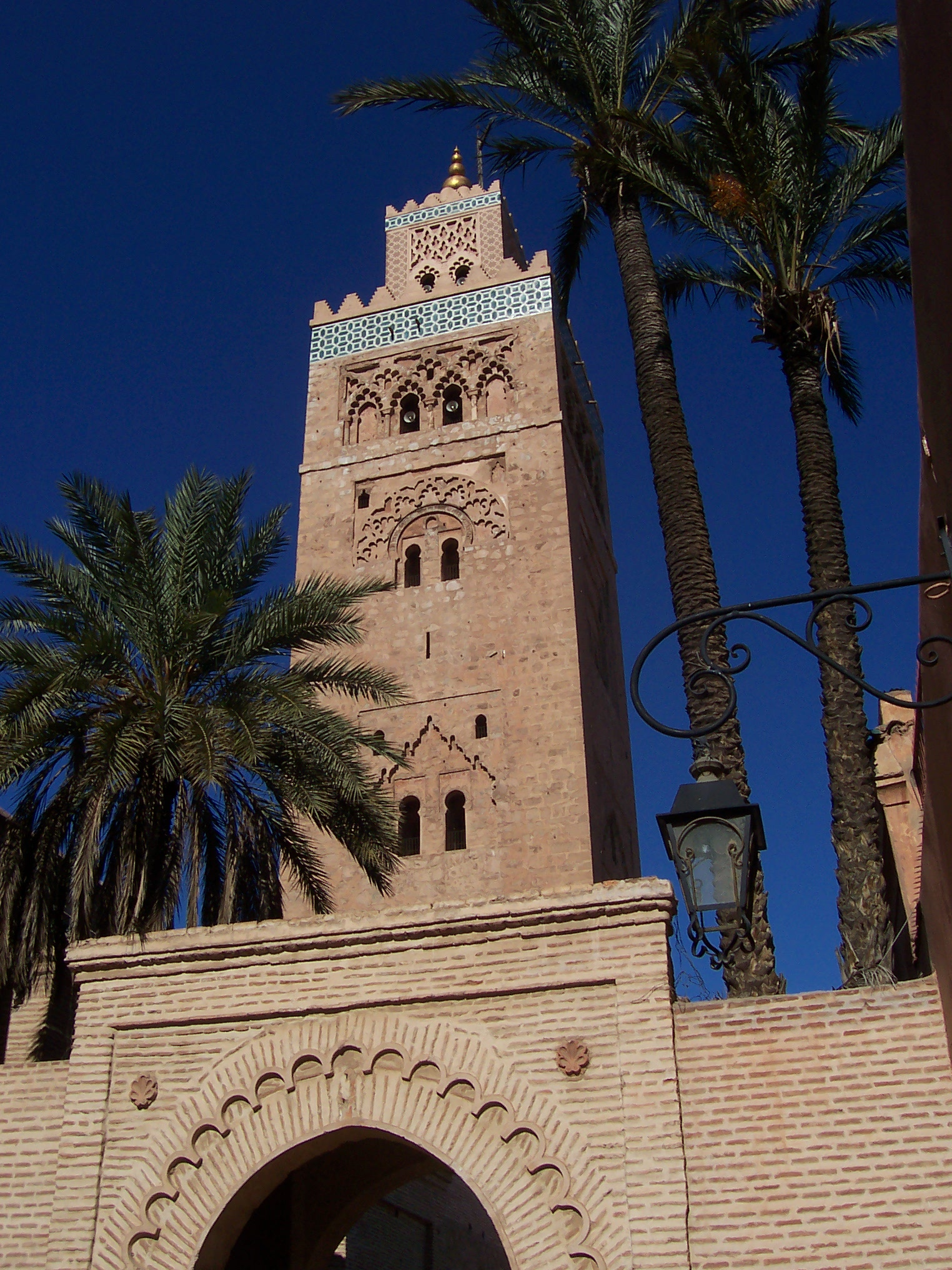
Minarett der Koutoubia-Moschee, die 1158 eingeweiht wurde.
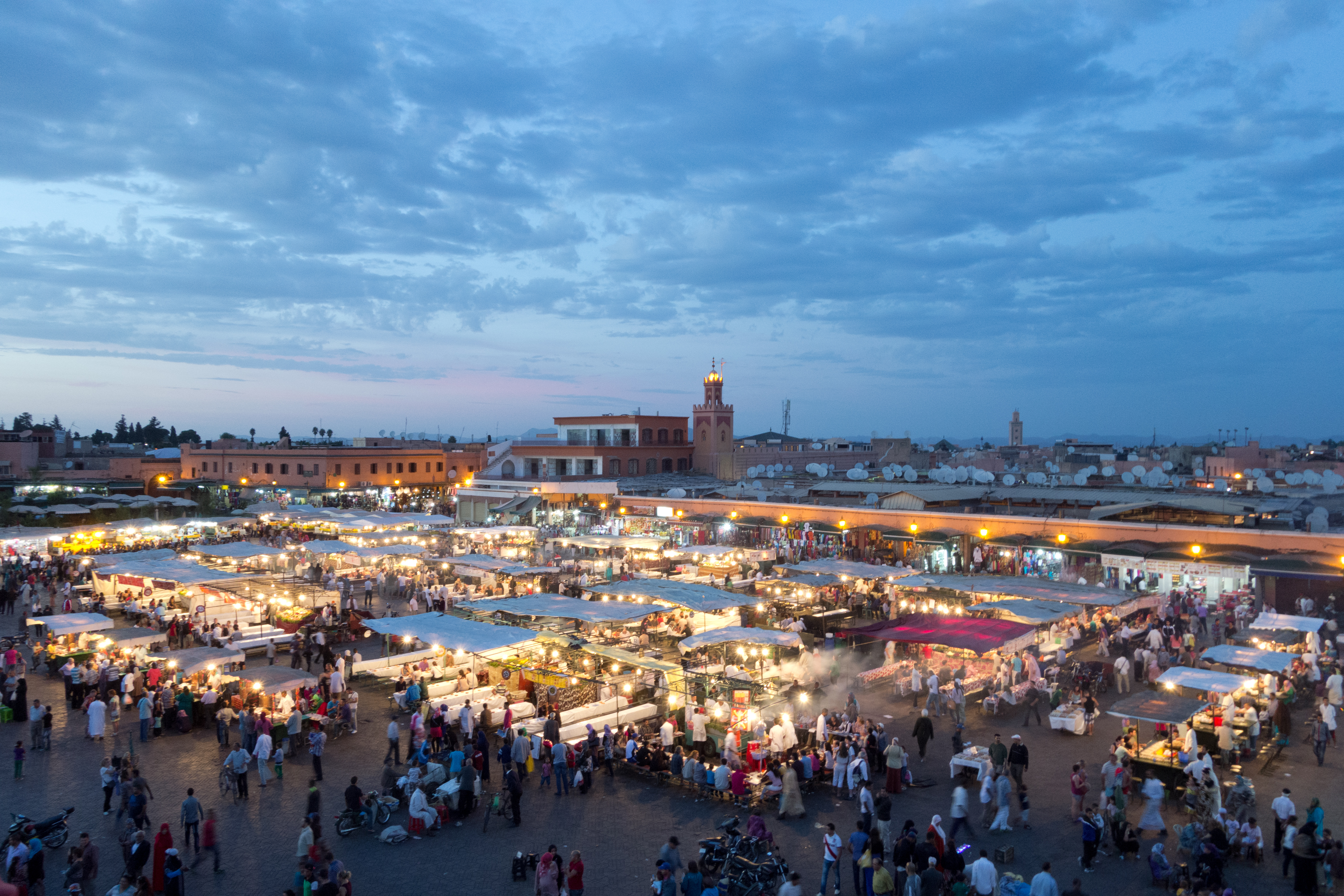
Der Djemaa el Fna genannte zentrale Marktplatz am Abend
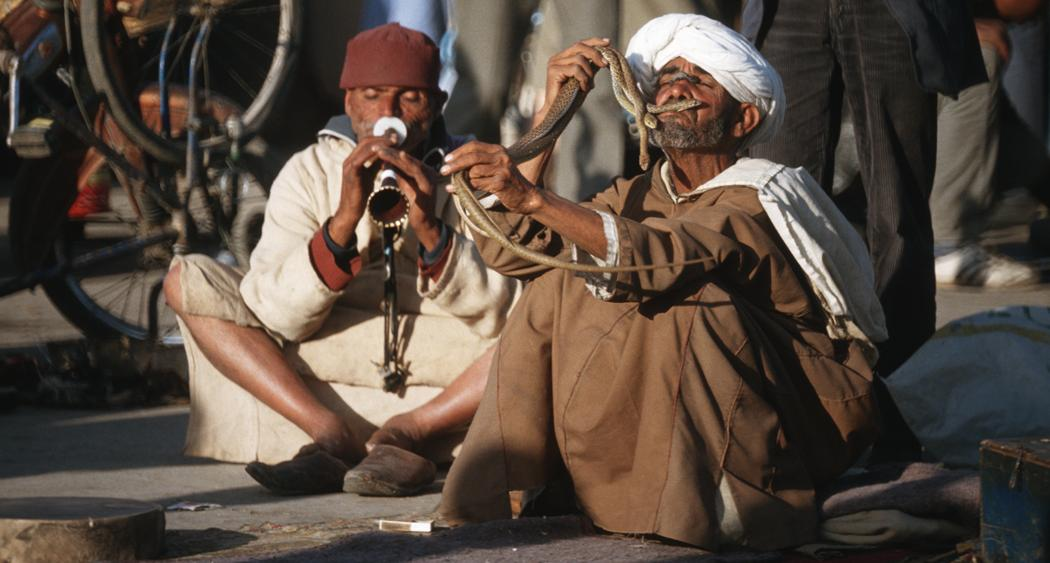
Schlangenbeschwörer auf dem Djemaa el Fna
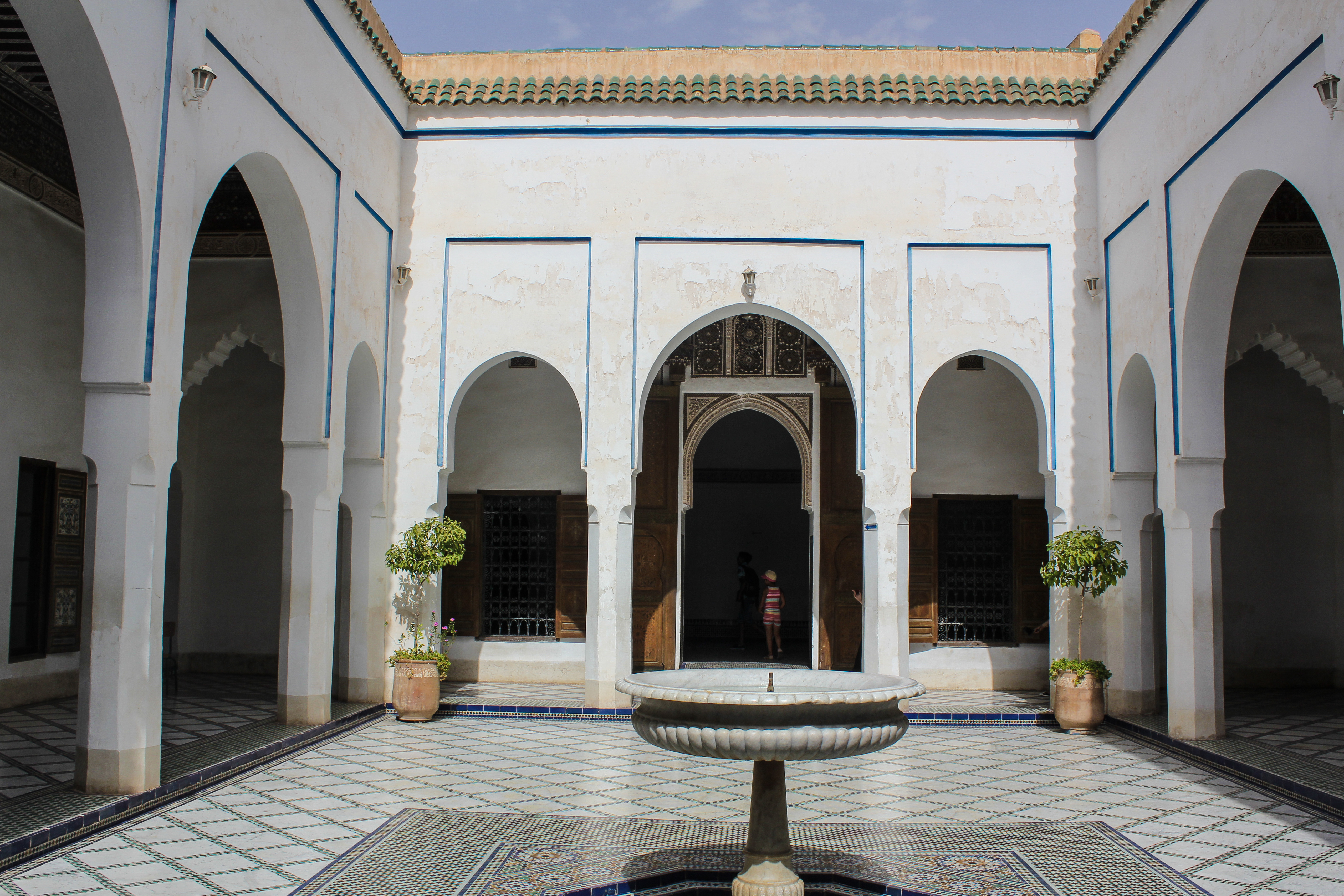
Innenhof im Bahia-Palast (erbaut 1867)
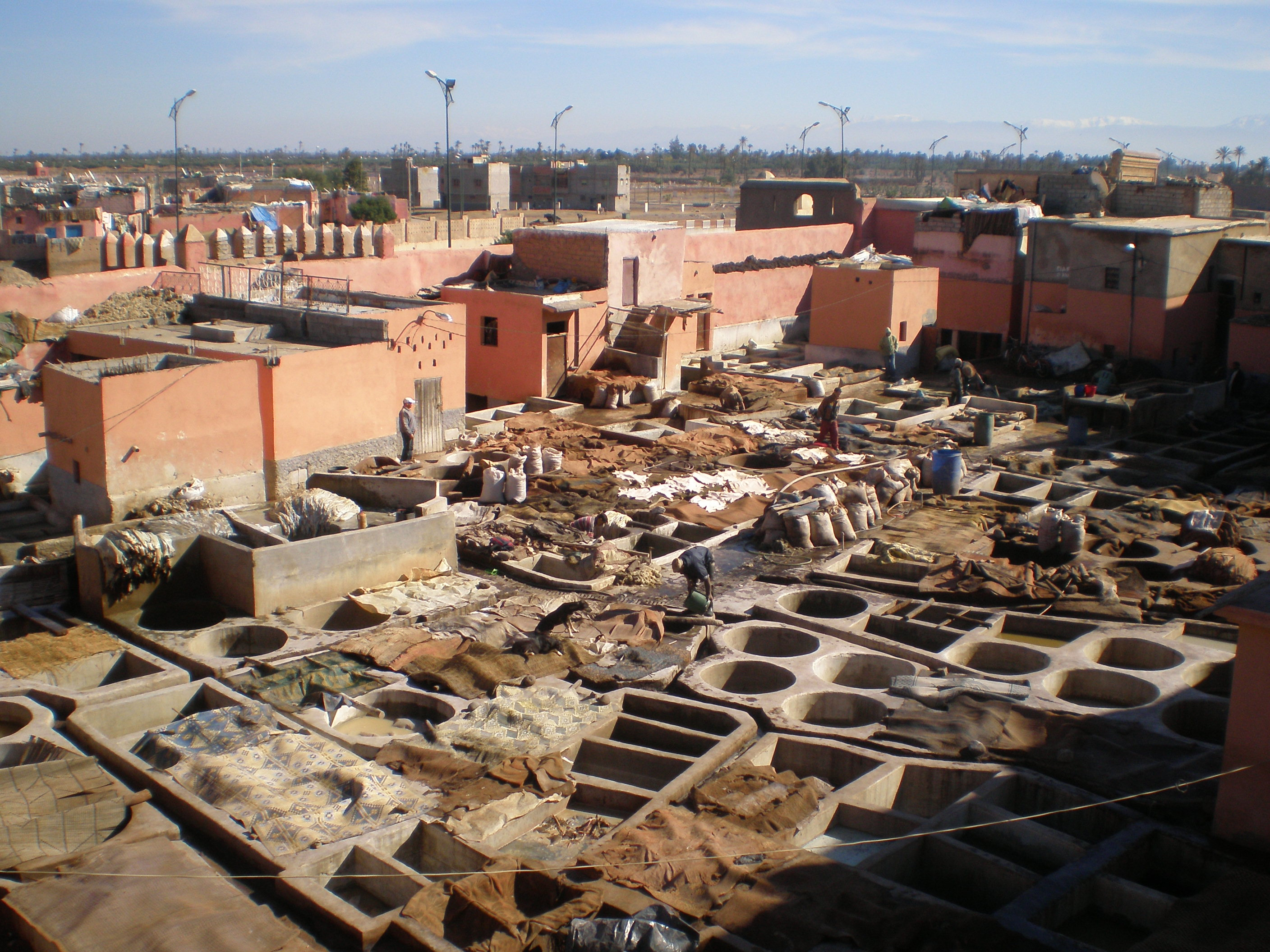
Typische Gerbereien und Färbereien in der Medina
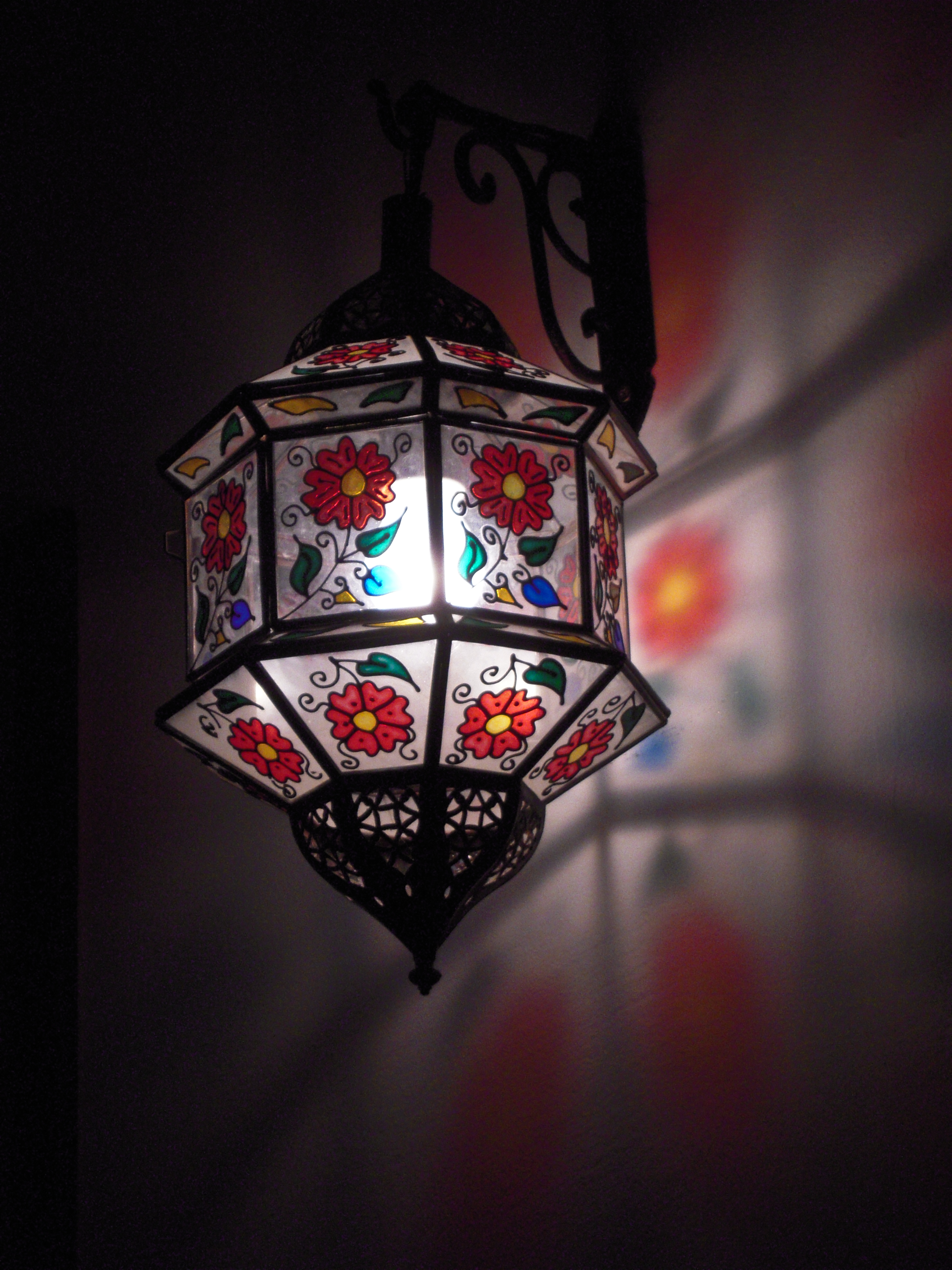
Typische Laterne
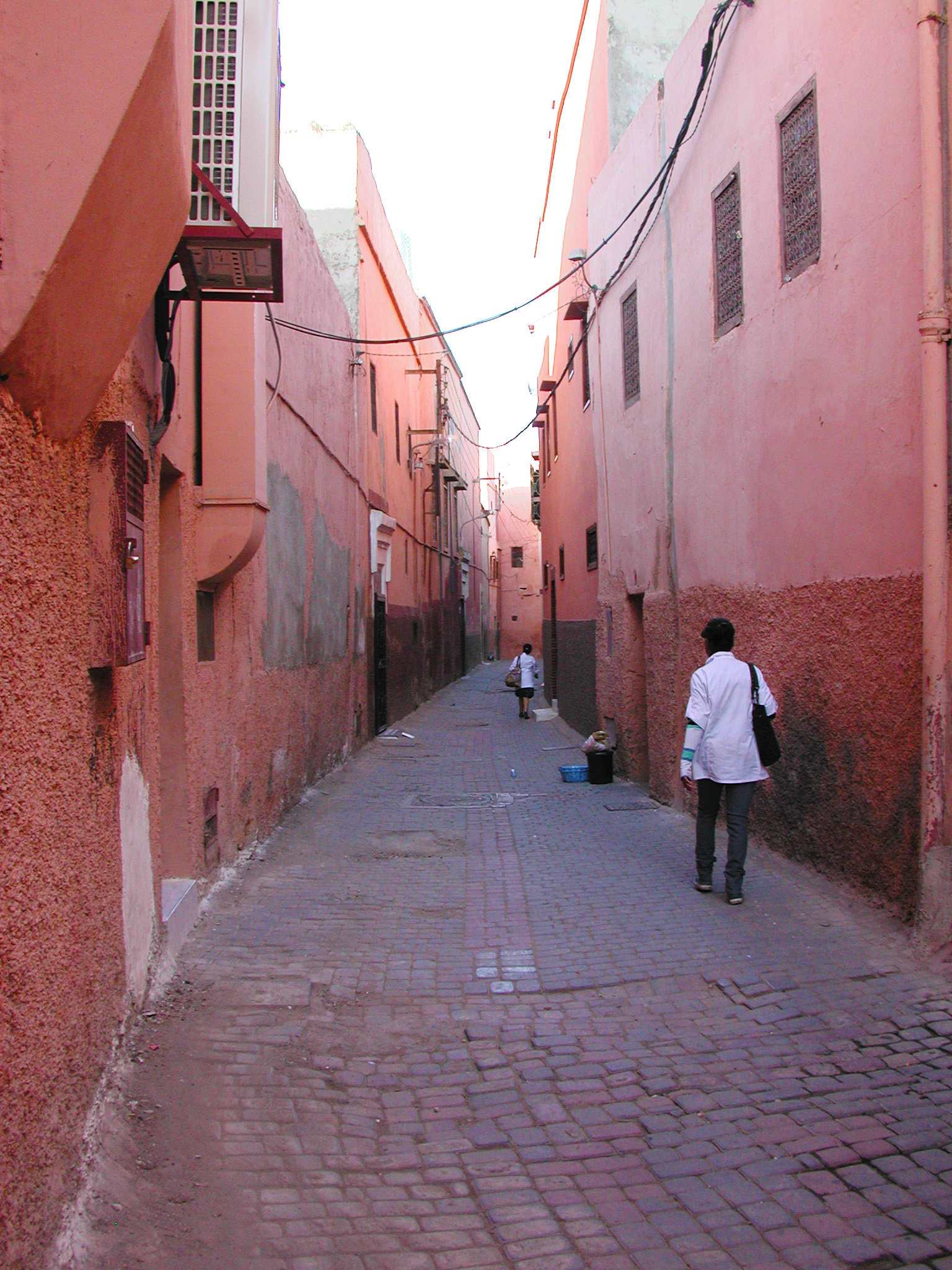
Gasse in der „Roten Stadt“
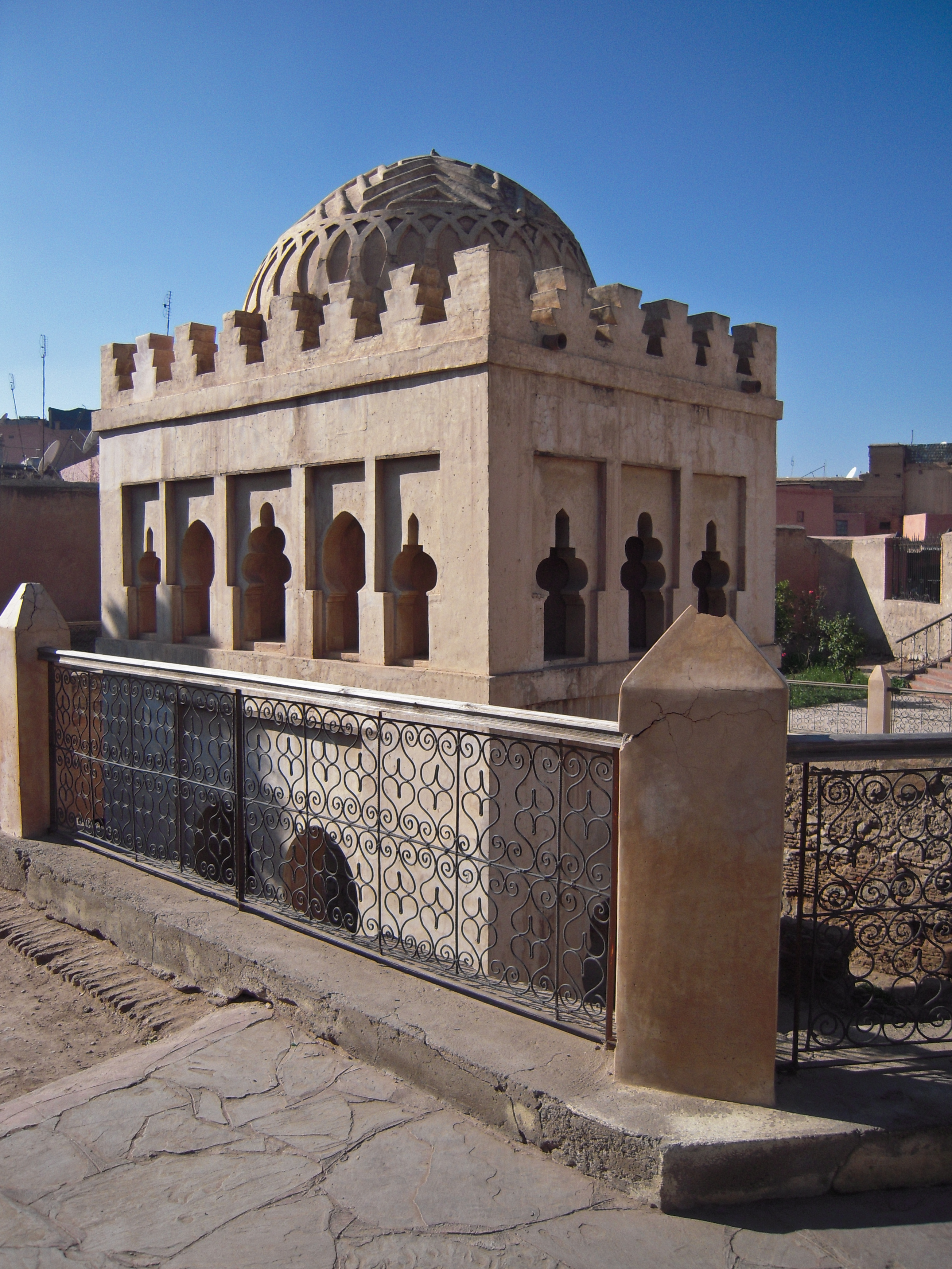
Die Almoraviden-Koubba aus dem Jahr 1117
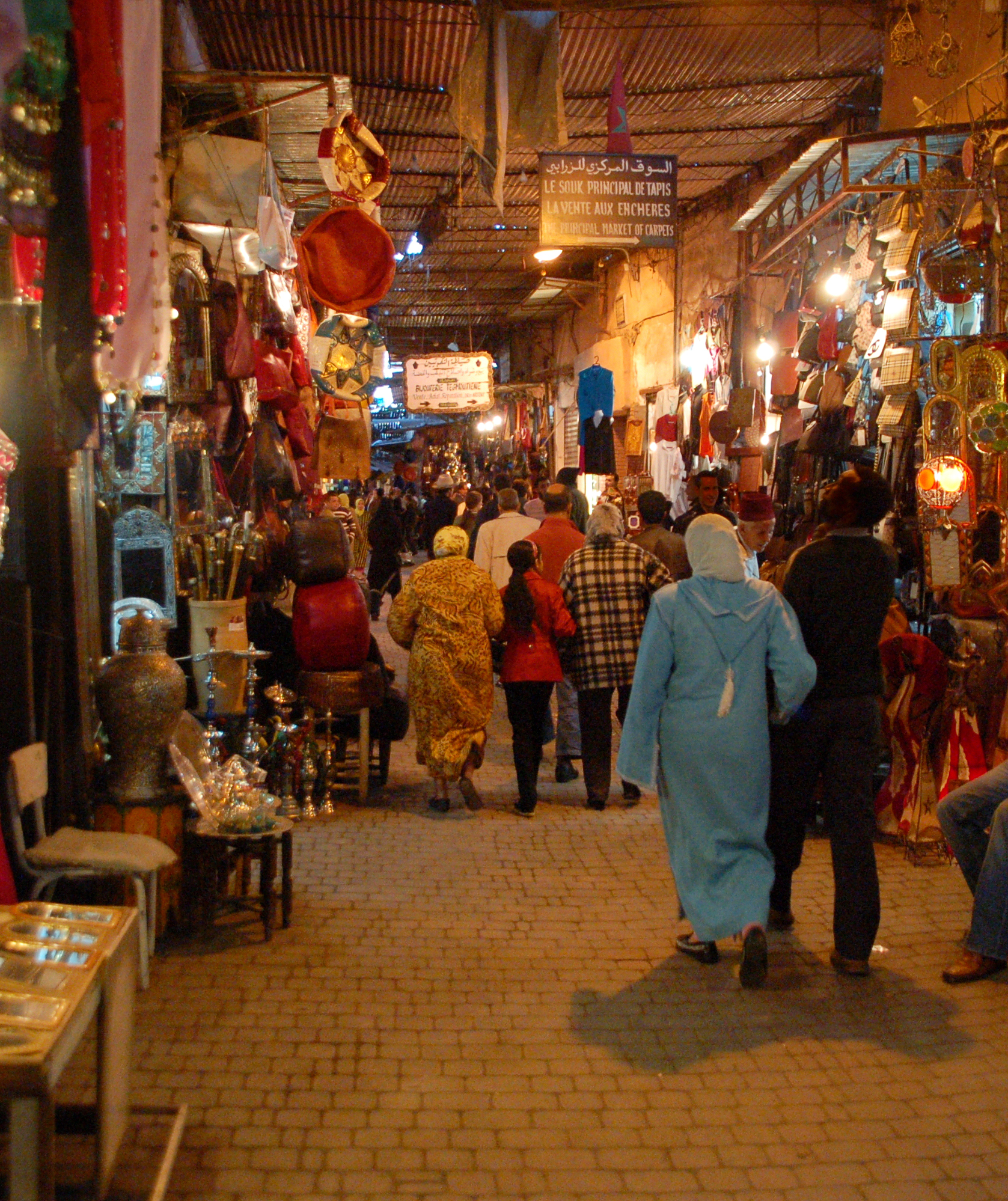
Souk in der Medina

## Wirtschaft und Infrastruktur
Wirtschaftlich lebt die Stadt neben dem Handel, dem Färbereigewerbe und der Teppichherstellung sowie der Verarbeitung landwirtschaftlicher Erzeugnisse vor allem vom Tourismus.
Die Wasserversorgung der Stadt und des Umlandes erfolgt aus dem 36 Kilometer südwestlich gelegenen Staudamm von Lalla Takerkoust. Weiter oberhalb in den Ausläufern des Hohen Atlas befindet sich bei Ouirgane ein weiterer Stausee.
In den letzten Jahren hat ein Bauboom die Grundstückspreise stark ansteigen lassen, weil sich zahlreiche wohlhabende Europäer und Marokkaner, angelockt durch das erträgliche Klima am Rande des Hochgebirges, prächtige Erst- und Zweitwohnsitze errichten ließen. Sie liegen überwiegend im Westen und Nordwesten oft auf ummauerten bewachten Grundstücken.

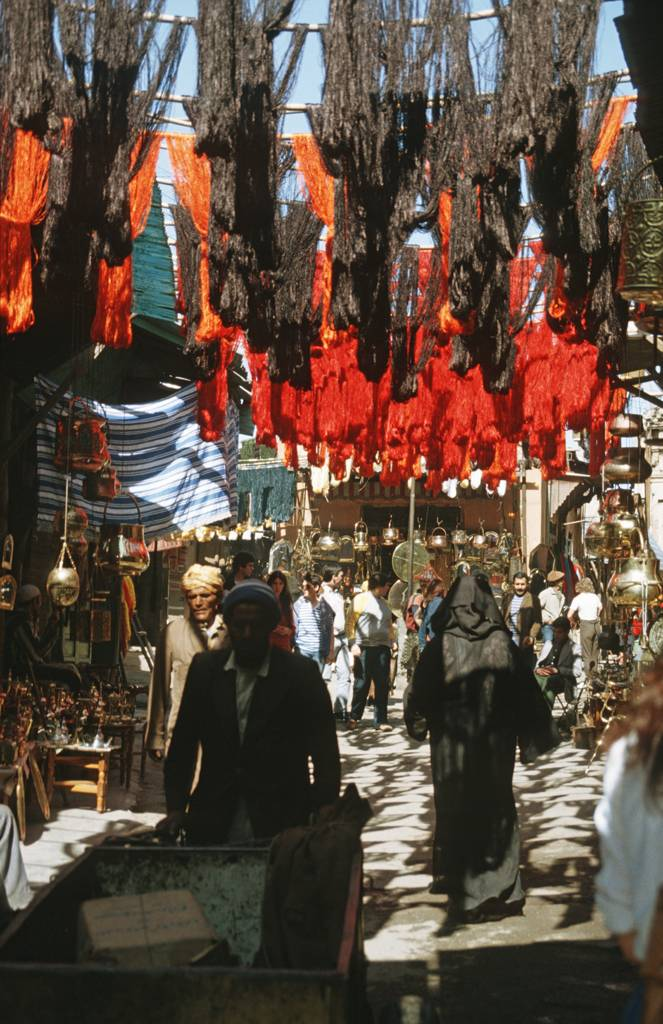
Färber-Suq
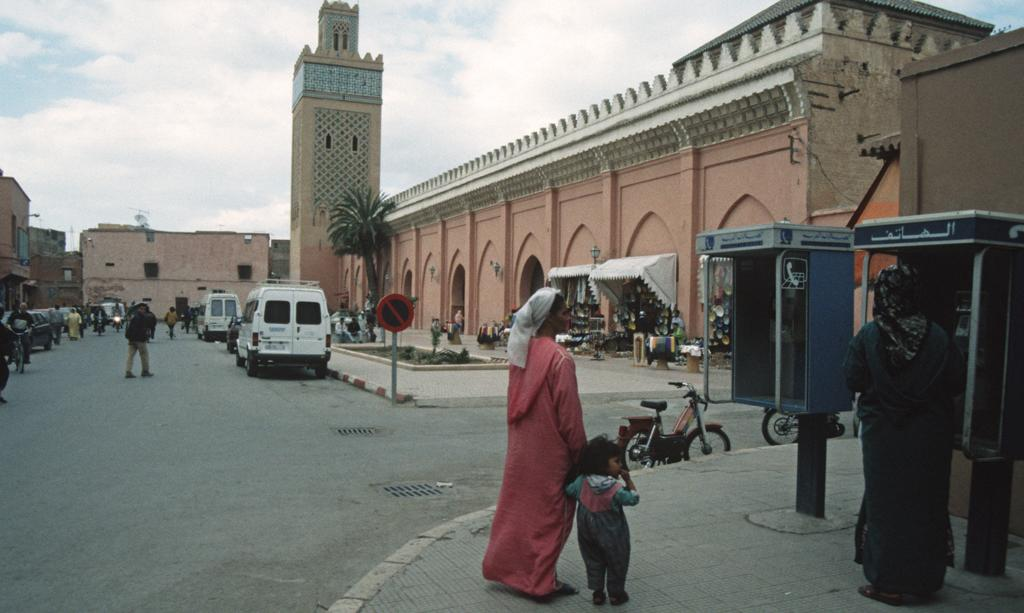
Moschee al-Mansur, erbaut 1184–1199
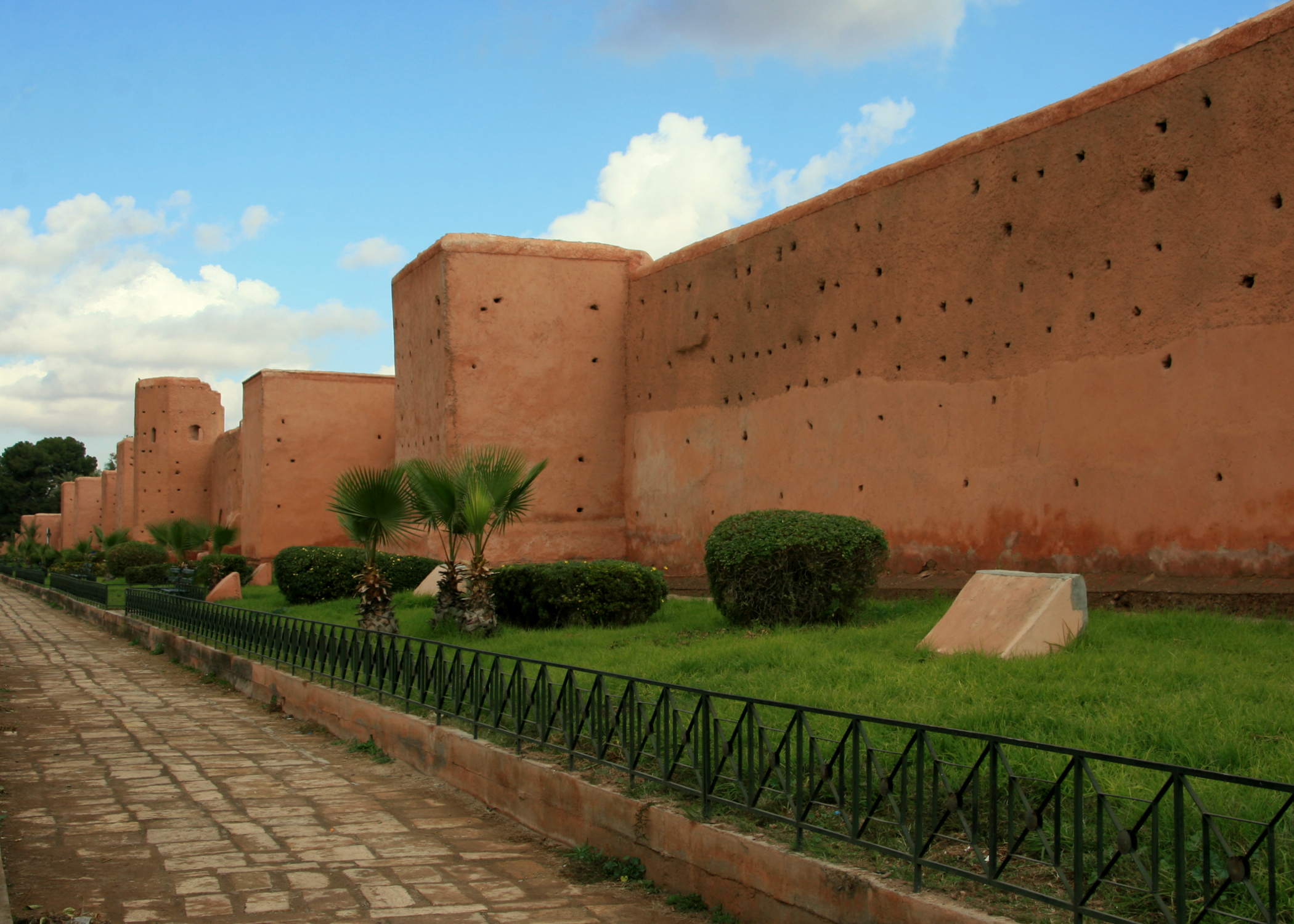
Teil der Stadtmauern, die unter Ali ibn Yusuf errichtet wurden.
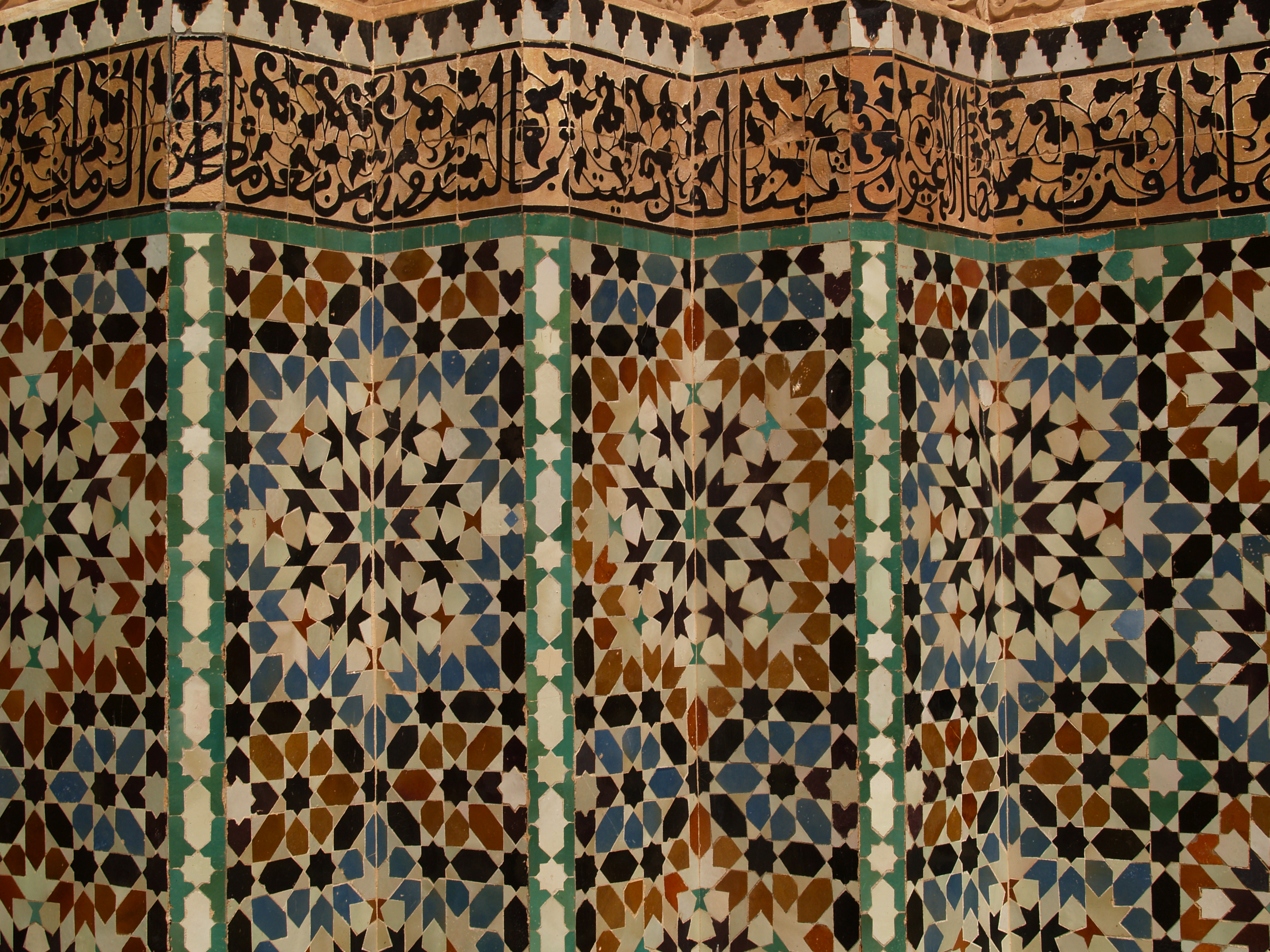
Detailansicht der Innenfassade der Medersa Ben Youssef
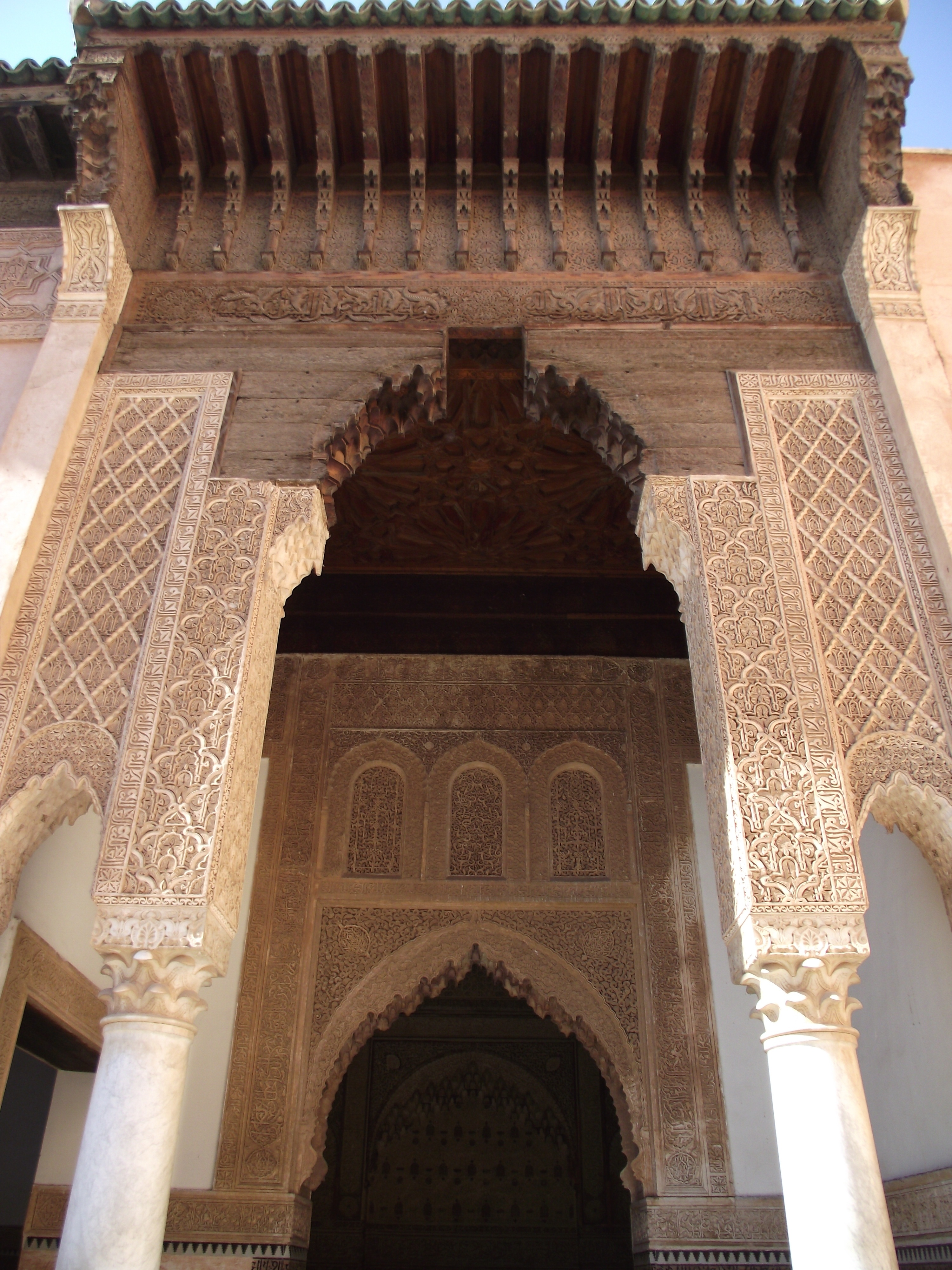
Die Saadier-Gräber gehören zu den wichtigsten Sehenswürdigkeiten Marrakeschs.
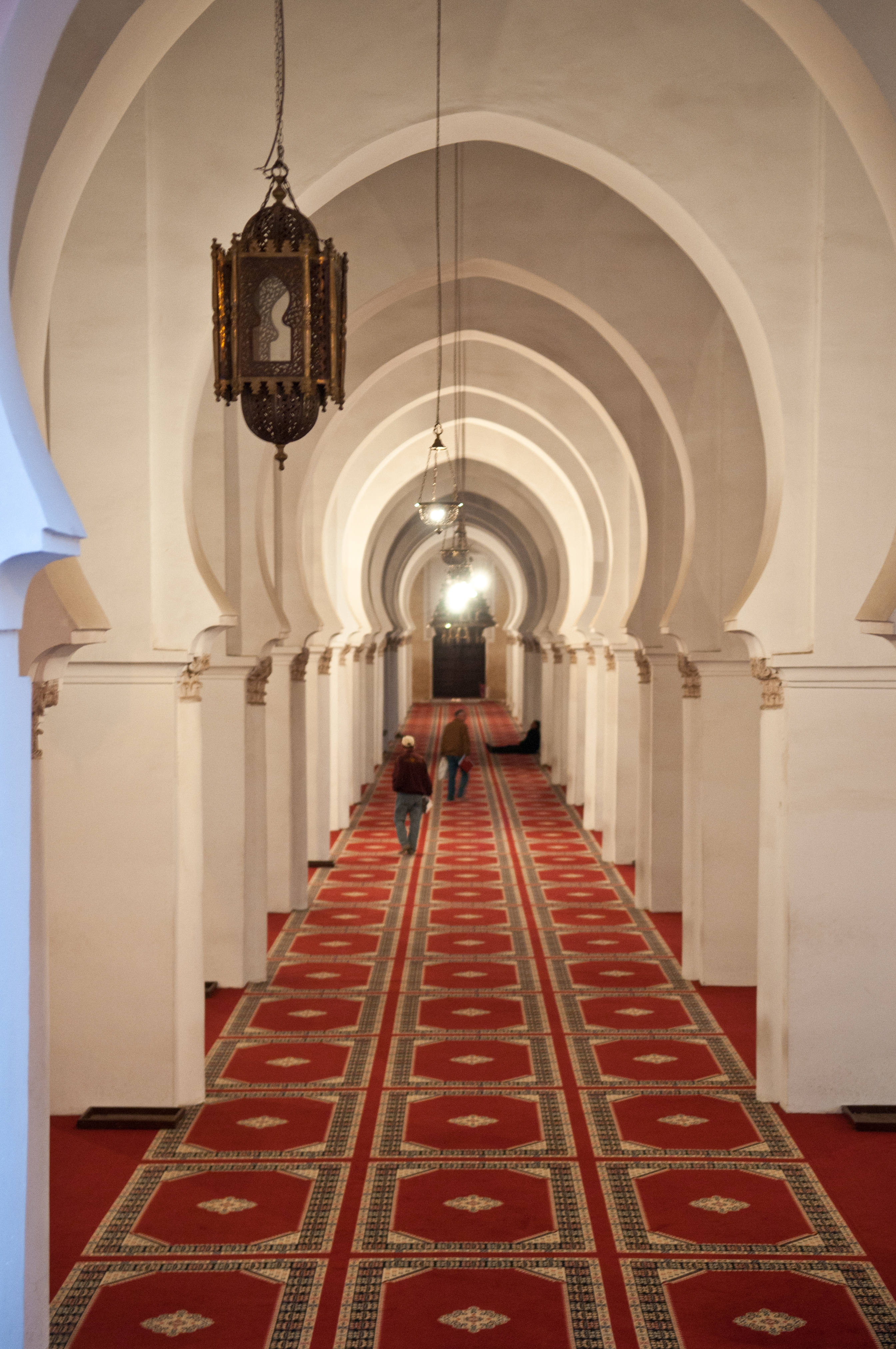
Im Inneren der Koutoubia-Moschee

## Verkehr
Heute ist Marrakesch Präfekturhauptstadt und wichtiger Verkehrsknotenpunkt, der über eine Eisenbahnstrecke mit Casablanca und dem Norden Marokkos verbunden ist. Seit 2008 endet die Bahnverbindung in dem im traditionellen Stil gestalteten neuen Hauptbahnhof.
Der internationale Flughafen Marrakesch-Menara befindet sich unweit des Zentrums.
Der städtische Nahverkehr in Marrakesch wird überwiegend von Omnibussen und Taxen bedient. Zusätzlich verkehrt in der Stadt seit September 2017 der Oberleitungsbus Marrakesch, das einzige derartige System in Afrika.
Die privaten Busgesellschaften CTM, Supratours und andere bedienen Verbindungen in Städte wie Essaouira, Agadir und Casablanca.

## Kultur, Sport und Bildung

### Museen
Marrakesch beherbergt eine Reihe verschiedener Museen, zu denen das Musée de Marrakech mit seiner Kunst-, Keramik- und Münzsammlung, das archäologische Islamische Kunstmuseum von Marrakesch und das Dar-Si-Said-Museum mit seinen Exponaten zur Kunst und Kultur der Berber zu den wichtigsten gehören. Weitere Museen sind das Haus der Fotografie von Marrakesch, das Museum der Telekommunikation, das Palmeraie-Museum für zeitgenössische Kunst, das Musée de l'Art de Vivre, das Musée Boucharouite, das Musée Tiskiwin, das Yves-Saint-Laurent-Museum und die Paläste Bahia und El Badi (Teilruine). 2018 eröffnete in Marrakesch das erste Museum für Gegenwartskunst in Marokko, das Museum of African Contemporary Art Al Maaden (MACAAL).

### Sport
Kawkab Marrakesch ist ein Sportverein, dessen Fußball- und Handballmannschaften zahlreiche nationale Titel gewinnen konnten. Das Fußballteam trägt seine Heimspiele seit der Eröffnung des Stadions im Stade de Marrakech (45.000 Plätze) aus. Früher wurden die Spiele im Stade El Harti (20.000 Plätze) ausgetragen.
Seit dem Jahr 2009 finden auf dem temporären Stadtkurs Marrakech Street Circuit Läufe der Tourenwagen-Weltmeisterschaft statt.
Jedes Jahr im Januar wird der Marrakesch-Marathon (Marathon International de Marrakech) ausgetragen.

### Bildung
Marrakesch ist Sitz der Cadi-Ayyad-Universität.

### Regelmäßige Veranstaltungen
Jährlich finden das Festival national des arts populaires de Marrakech und das Festival International du Film de Marrakech statt.

### Kultur und Jet Set
In Marrakesch haben sich seit den 1960er Jahren viele Künstler und deren Mäzene niedergelassen. Hierzu gehören insbesondere Modedesigner wie Yves Saint Laurent, Arndt von Bohlen und Halbach, Henriette von Auersperg und andere. Im Oktober 2017 eröffnete das neue Museum von Yves Saint Laurent nahe dem Jardin Majorelle, in dem viele seiner berühmten Exponate zu sehen sind.

## Religion
Der Islam ist in Marokko laut Verfassung Staatsreligion. In Marrakesch gibt es bedeutende islamische Sakralbauten wie die Koutoubia-Moschee und die Moschee al-Mansur.
Das Christentum in Marokko ist eine religiöse Minderheit im Lande. In Marrakesch selbst befindet sich die römisch-katholische Kirche der Heiligen Märtyrer an der Avenue Mohammed V. in Guéliz, im alten europäischen Viertel nahe dem Herzen des Stadtzentrums Marrakeschs. Sie wird von den Franziskanern (OFM) bedient und ist die einzige katholische Kirche in der Region. Die englischsprachige, evangelikale Marrakech International Protestant Church (MIPC) hat sich 2004 ebenfalls in Guéliz angesiedelt.

## Persönlichkeiten

### Söhne und Töchter der Stadt
- ʿAbd al-Wāhid al-Marrākuschī (1185–um 1228), Historiograph und Gelehrter
- Ibn al-Banna' al-Marrakuschi (1256–1321), Mathematiker und Astronom
- Makhlouf Eldaoudi (1825–1909), Großrabbiner
- Bou Ahmed (1840–1900), Großwesir
- Abdallah Ibrahim (1918–2005), Politiker und Premierminister
- Driss Debbagh (1921–1980er Jahre), Funktionär und Botschafter in Italien
- Moulay Ali Alaoui (1924–1988), Diplomat
- Hassan Glaoui (1924–2018), Kunstmaler
- Abdessalam Yassine (1928–2012), Islamgelehrter und Autor
- Just Fontaine (1933–2023), französischer Fußballspieler
- Farid Belkahia (1934–2014), Maler und Bildhauer
- Abdelouahed Belkeziz (1939–2021), Anwalt, Politiker, Diplomat, Botschafter Marokkos im Irak und Generalsekretär der OIZ
- Mohamed Sourour (1940–2022), Boxer
- Yosef Azran (1941–2010), israelischer Rabbiner und Politiker
- Daniel Sibony (* 1942), französischer Psychoanalytiker, Schriftsteller, Philosoph und Mathematiker
- Mohamed Bennouna (* 1943), Diplomat, Jurist und Mitglied des Internationalen Gerichtshofs
- Abderrahman Meliani (* 1944), zeitgenössischer Maler
- Ahmed Chouqui Binebine (* 1946), Direktor der Königlichen Bibliothek in Rabat
- Élisabeth Guigou (* 1946), französische Politikerin
- Mohamed Abdelaziz (1947–2016), Politiker und Präsident der Demokratischen Arabischen Republik Sahara
- Sapho (* 1950), französische Chansonsängerin
- Dominique Mamberti (* 1952), französischer Kurienkardinal
- Malika Oufkir (* 1953), Autorin
- Mordechai Vanunu (* 1954), israelischer Ingenieur und Nukleartechniker
- Nadia Farès (* 1968), französische Schauspielerin
- Nadia Doukali (* 1971), deutsche Schriftstellerin für Kinder- und Jugendliteratur
- Abdelghani Mzoudi (* 1972), freigesprochener Verdächtiger der Terroranschläge am 11. September 2001
- Mounir al-Motassadeq (* 1974), Mittäter der Terroranschläge am 11. September 2001
- Fatima Ezzahra El Mansouri (* 1976), Juristin und Politikerin
- Hasna Benhassi (* 1978), Leichtathletin und Olympionikin
- Tahar Tamsamani (* 1980), Boxer
- Joseph Laumann (* 1983), deutscher Fußballspieler
- Mariem Alaoui Selsouli (* 1984), Mittel- und Langstreckenläuferin
- Chakib Benzoukane (* 1986), Fußballspieler
- Abdelali Mhamdi (* 1991), Fußballtorhüter
- Abdelati el-Guesse (* 1993), Mittelstreckenläufer
- Saad Agouzoul (* 1997), Fußballspieler
- Smail Bakhty (* 2006), Fußballspieler

### Mit der Stadt verbunden
- Juan Goytisolo (1931–2017), spanischer Schriftsteller, lebte bis zu seinem Tod in Marrakesch

## Städtepartnerschaften
- Marseille, Frankreich, seit 2004
- Sousse, Tunesien, seit 1982

Internationale Kooperationen
- Tours, Frankreich, seit 2003
- Provinz Lucca, Italien, seit 2002

## Filme
- Die Gärten von Marrakesch. Dokumentarfilm, Deutschland, 2008, 43 Min., Buch und Regie: Veronika Hofer, Produktion: Straub & Pirner, Radio Bremen, Arte, Erstsendung: 27. Januar 2009 bei arte, Inhaltsangabe von ARD.